# Yusaku Toyoshima
Yusaku Toyoshima (豊嶋 邑作 Toyoshima YUsaku?, nacido el 6 de julio de 1991 en Ibaraki) es un futbolista japonés que se desempeña como centrocampista.

## Trayectoria

### Clubes
| Club              | País       | Año         |
| ----------------- | ---------- | ----------- |
| CS Visé           | Bélgica    | 2011 - 2012 |
| FC Zaria Bălți    | Moldavia   | 2012 - 2013 |
| FC Jūrmala        | Letonia    | 2013        |
| FK Lovćen Cetinje | Montenegro | 2014        |
| FK Berane         | Montenegro | 2014 - 2015 |
| Grulla Morioka    | Japón      | 2015 - 2016 |
| Tochigi Uva FC    | Japón      | 2017 -      |

## Estadística de carrera

### J. League
| Club           | Año   | J. League | J. League | Copa J. League | Copa J. League | Total | Total |
| Club           | Año   | Part.     | Goles     | Part.          | Goles          | Part. | Goles |
| -------------- | ----- | --------- | --------- | -------------- | -------------- | ----- | ----- |
| Grulla Morioka | 2015  | 1         | 0         | -              | -              | 1     | 0     |
| Grulla Morioka | 2016  | 0         | 0         | -              | -              | 0     | 0     |
| Total          | Total | 1         | 0         | 0              | 0              | 1     | 0     |